# Salybia Village
Salybia Village es una villa de Trinidad y Tobago, que forma parte de la región de Sangre Grande.

## Geografía
La villa abarca parte de la isla Trinidad y limita al norte con Grand Riviere y Monte Video, al sur y oeste con Matura y al este con el océano Atlántico.

## Demografía
Datos demográficos de la villa de Salybia Village:
| Gráfica de evolución demográfica de Salybia Village entre 2000 y 2011 |
|                                                                       |